# Kurt Wüthrich
Kurt Wüthrich (Aarberg, Bern kanton, 1938. október 4. –) svájci születésű Nobel díjas biofizikus, biofizikai kémikus, molekuláris biológus, egyetemi tanár. Saját magát fizikusnak tartja.

## Élete
1938-ban született Svájcban. A master of science diplomát kémia, fizika és matematikából a Berni Egyetemen szerezte 1962-ben, ugyanott PhD. fokozatot szerzett kémiából. Posztdoktori képzését a Baseli Egyetemen kezdte, majd a Berkeley Egyetemen folytatta tovább a Bell Telephone Laboratoriumban. Biofizika professzor lett a zürichi Eidgenössische Technische Hochschule (ETH). 1997-ben a Sienai Egyetem és a Zürichi Egyetemen egyaránt a kémiai tudományok tiszteletbeli doktorává avatták. 2001-ben a Lausanne-i Szövetségi Műszaki Egyetemen is megkapta ezt a címet, 2007-ben pedig a Pécsi Tudományegyetem Általános Orvostudományi Karának díszdoktora lett.
Fontos vezető szerepet játszott a stockholmi székhelyű International Union for Pure and Applied Biophysics életében: 1975–78-ig mint a társaság tagja, 1978–84-ig főtitkára majd 1984–87-ig alelnöke volt a szervezetnek. E negyedszázad alatt következetesen és jelentősen támogatta a magyar biofizikus kutatókat – köztük különösen a pécsieket -, több nemzetközi rendezvényre való meghívással, illetve a tudományos együttműködésekben való részvételek segítségével. Többször járt Magyarországon és Pécsett is.

### Kutatási területe
Wüthrich csoportjai az ETH Zürichben, a Scripps Researchnél, a kaliforniai The Scripps Kutatóintézet és a kínai ShanghaiTech Universityn dolgoztak biológiai makromolekulákkal a mágneses magrezonancia spektroszkópon (NMR-spektroszkópia). A kutatásokról megjelent közlemények tartalmazzák a makromolekuláris szerkezet meghatározásának módszerét NMR-rel oldatban, és a transzverzális relaxációra optimalizált spektroszkópia (TROSY) elveinek alkalmazását nagy szupramolekuláris összeállítású NMR-kísérleteknél. Az évek során a kutatások a magasabb organizmusok differenciálódására, az immunszuppresszióra és a neuropatológiára összpontosultak. 2019. áprilisától az NMR-technikákkal folytatott kutatást a ShanghaiTech Universityn folytatják, a transzmembrán jelátvitelre összpontosítva a G-proteinhez kapcsolt receptorok (GPCR-k) által. A Scripps Research és az ETH Zürich az „egészségügy a 21. századi idősödő emberi társadalmakban” általános témájú projekteket folytatja, elsősorban a szarkopénia emberi egészségre gyakorolt hatását vizsgálva.

### Nobel-díja
2002-ben John Fenn-nel és Tanaka Koicsivel megosztva kaptak Kémiai Nobel-díjat. Az indoklás szerint:

„„elkülönítő módszer fejlesztéséért a biológiai makromolekulák tömegspektrometriás elemzése területén”, másrészt: „a mágneses magrezonancia spektroszkópia területén a biológiai makromolekulák háromdimenziós szerkezete meghatározhatóságának megoldásáért””